# Aleksandr Maslov
Aleksandr Vladimirovič Maslov (in russo Александр Владимирович Маслов?; 25 dicembre 1969) è un allenatore di calcio ed ex calciatore russo, di ruolo attaccante.